# قبلان (الشعر)

تعديل مصدري - تعديل

قبلان هي إحدى قرى عزلة القابل الأعلى بمديرية الشعر التابعة لمحافظة إب، بلغ تعداد سكانها 380 نسمة حسب تعداد اليمن لعام 2004.
حيث وتقع في اعلى قمه لجبل الشعر وتعتبر اعلى قرية مأهولة في السكان في شبه الجزيرة ألعربيه 
حيث يبلغ ارتفاعها 3250م وتعتبر ثاني اعلى قمه بعد جبل النبي شعيب في الجمهورية اليمنية .